# Justin I.
Justin I. (latinsko Flavivs Ivstinvs Avgvstvs, srednjeveško grško Ἰουστίνος, latinizirano: Justínos), bizantinski cesar, ki je vladal od leta 518 do 527, * 2. februar 450, † 1. avgust 527).
Bil je vojak, ki je kljub temu, da je bil nepismen, pri skoraj 70 letih  postal bizantinski cesar. Bil je ustanovitelj Justinijanske dinastije, katero je nadaljeval njegov nečak Justinijan I., zaslužen za uvedbo zakonov, ki so zmanjšali vpliv starega rimskega plemstva. Justinova soproga je bila cesarica Eufemija. 

## Zgodnja kariera
Justin je bil kmet in prašičerejec iz Dardanije, ki je spadala v Prefekturo Ilirik. Rojen je bil z zaselku Bederiana pri Scupiju, sedanjem Skopju,  Makedonija. Bil je tračansko-rimskega  ali ilirsko-rimskega porekla. Govoril je grško. On in vsi člani njegove družine so imeli tračanska imena:  Zimarh, Ditivist, Boraid, Biglenica, Sebatij in druga.  
Kot mladostnik je z dvema tovarišema pobegnil pred napadi barbarov v Konstantinopel in kmalu zatem vstopil v bizantinsko vojsko. Zaradi svojih sposobnosti je hitro napredoval in pod cesarjem Anastazijem I. dosegel čin generala in vpliven položaj comesa excubitorum, poveljnika palačne straže ekskubitorjev.

## Cesar
Justin si je s položajem poveljnika edine vojaške enote v Konstantinoplu  (ekskubitorjev) in denarnih daril leta 518 zagotovil izvolitev za bizantinskega cesarja. Kot karierni vojak ni imel nobenega znanja za vodenje državnih poslov, vendar je okoli sebe zbral več zaupanja vrednih svetovalcev. Najvidnejši med njimi je bil njegov nečak Fravij Peter Sabatij, katerega je posinovil in ga preimenoval v Justinijana. Justinovo vladanje  je spoštovanja vredno zaradi rešitve  Akacijeve shizme med vzhodno in zahodno vejo krščanske Cerkve. Kot iskren katolik je potrdil rimski pogled na dvojno naravo Jezusa Kristusa in bolj splošna načela rimske nadvlade. Uklonitev vzhodne Cerkve zahodni Cerkvi ni trajala dolgo. 
Sklicujoč se na zapise zgodovinarja  Prokopija je bilo pogosto rečeno, da je namesto Justina v resnici vladal nečak Justinijan, vendar obstaja veliko dokazov o nasprotnem. Prokopijeva Tajna zgodovina (grško Ἀπόκρυφη Ἱστορία [Apókryphe Istoría]) je izšla po njegovi smrti in razkriva avtorjevo globoko razočaranje nad njegovimi vladarji. Delo je zelo pristransko, jedko  in celo opolzko ter brez omemb drugih virov, zato ga zgodovinarji nimajo za objektivno. V nasprotju z navedki v Tajni zgodovini je bil Justinijan imenovan za naslednika šele leto pred Justinovo smrtjo in je za proslavo leta 520 porabil 3.700 liber zlata.
Justin je leta 525 razveljavi zakon, ki je članom senatorskega razreda prepovedoval poročanje  z ženskami iz nižjih družbenih razredov in obiskovanje gledališča, kar je bilo v tistem času škandalozno. Odprava zakona je utrla pot Justinijanovo poroki  nekdanjo igralko Teodoro in kasneje zmanjšala  razredne razlike na bizantinskem dvoru. Teodora se je izenačila z Justinijanom in imela velik vpliv na vodenje države.

## Pozna leta
Zadnja  leta Justinove vladavine so zaznamoval spori z Ostrogoti in Sasanidskim cesarstvom. Leta 526 se mu je zdravje poslabšalo, zato je za svojega socesarja imenoval Justinijana I.. 1. aprila 527 ga je imenoval za cesarja in 1. avgusta istega leta umrl. 

## Zapuščina
Justinu v čast so  leta 525 kilikijsko mesto Anazarb preimenovali v Justinopolis.